# Пежо 308
Пежо 308 (фр. Peugeot 308) аутомобил је који производи француска фабрика аутомобила Пежо. Производи се од 2007. године, тренутно у другој генерацији.

## Историјат
Пежо 308 је породични аутомобил ниже средње класе. Покренут је као замена за Пежо 307, на којем је и заснован, али добија нову каросерију и димензионално је већи. Механички је сличан Ситроену Ц4. Поред Француске производи се још у Русији од 2010. за руско тржиште, у Аргентини од 2012. за тржиште Јужне Америке, а седан верзије се производе у Кини.

### Прва генерација (2007–2013)
Пежо 308 је први пут приказан јавности у јуну 2007. године, а продаја је почела септембра исте године. Доступан је као хечбек са троја и петора врата. 2008. године појавио се у караван верзији, који може имати пет или седам седишта. Кабриолет 308 CC стиже у пролеће 2009. године. У септембру 2011. представљен је седан верзија са четвора врата, али само за кинеско тржиште, који се нешто разликује од европског модела. 2011. године на сајму у Женеви представљен је редизајн 308-ице. Добија нови предњи крај, тада добија и нови e-HDi микро хибридни мотор са стоп-старт технологијом. Такође, редизајн су добили и остали модели. На европским тестовима судара аутомобил је 2007. и 2009. године добио максималних пет звездица за безбедност.

#### Мотори
| Модел       | Запремина | Цилиндри | Снага           | Момент           | Производња      | Верзије        |
| Бензин      | Бензин    | Бензин   | Бензин          | Бензин           | Бензин          | Бензин         |
| ----------- | --------- | -------- | --------------- | ---------------- | --------------- | -------------- |
| 95 VTi      | 1397 cm³  | 4        | 70 kW (94 КС)   | 136 Nm/4000      | 09/2007–04/2010 | хечбек, SW     |
| 98 VTi      | 1397 cm³  | 4        | 72 kW (97 КС)   | 136 Nm/4000      | 03/2012–02/2014 | хечбек, SW     |
| 100 VTi     | 1397 cm³  | 4        | 72 kW (97 КС)   | 136 Nm/4000      | 05/2010–02/2012 | хечбек, SW     |
| 120 VTi     | 1598 cm³  | 4        | 88 kW (118 КС)  | 160 Nm/4250      | 09/2007–08/2013 | хечбек, SW, CC |
| 140 THP     | 1598 cm³  | 4        | 103 kW (138 КС) | 240 Nm/1400      | 09/2007–04/2010 | хечбек, SW     |
| 150 THP     | 1598 cm³  | 4        | 110 kW (150 КС) | 240 Nm/1400–3500 | 09/2007–04/2010 | хечбек, SW, CC |
| 155 THP     | 1598 cm³  | 4        | 115 kW (154 КС) | 240 Nm/1400–4000 | 05/2010–03/2015 | хечбек, SW, CC |
| 175 THP     | 1598 cm³  | 4        | 128 kW (172 КС) | 240 Nm/1600      | 03/2008–04/2010 | хечбек, SW     |
| GTi 200 THP | 1598 cm³  | 4        | 147 kW (197 КС) | 275 Nm/1700–4500 | 06/2010–03/2013 | хечбек, CC     |
| Дизел       |           |          |                 |                  |                 |                |
| HDi FAP 90  | 1560 cm³  | 4        | 66 kW (89 КС)   | 215 Nm/1750      | 09/2007–04/2010 | хечбек         |
| HDi FAP 90  | 1560 cm³  | 4        | 68 kW (91 КС)   | 230 Nm/1750      | 05/2010–02/2012 | хечбек, SW     |
| HDi FAP 92  | 1560 cm³  | 4        | 68 kW (91 КС)   | 230 Nm/1750      | 03/2012–08/2013 | хечбек, SW     |
| HDi FAP 110 | 1560 cm³  | 4        | 80 kW (110 КС)  | 240 Nm/1750      | 09/2007–04/2010 | хечбек, SW     |
| HDi FAP 110 | 1560 cm³  | 4        | 82 kW (110 КС)  | 270 Nm/1750      | 05/2010–10/2014 | хечбек, SW, CC |
| HDi FAP 135 | 1997 cm³  | 4        | 100 kW (130 КС) | 320 Nm/2000      | 09/2007–09/2010 | хечбек, SW     |
| HDi FAP 140 | 1997 cm³  | 4        | 103 kW (138 КС) | 320 Nm/2000      | 04/2009–04/2011 | хечбек, SW, CC |
| HDi FAP 150 | 1997 cm³  | 4        | 110 kW (150 КС) | 340 Nm/2000      | 04/2011–02/2014 | хечбек, SW     |
| HDi FAP 160 | 1997 cm³  | 4        | 120 kW (160 КС) | 340 Nm/2000      | 03/2012–03/2015 | хечбек, SW, CC |
| HDi FAP 165 | 1997 cm³  | 4        | 120 kW (160 КС) | 340 Nm/2000      | 10/2010–02/2012 | хечбек, SW, CC |

#### Галерија
- Хечбек
- Хечбек
- Хечбек
- Караван (SW)

### Друга генерација (2013–2021)
Друга генерација је представљена на сајму аутомобила у Франкфурту септембра 2013. године. Заснован је на EMP2 платформи ПСА групе. Добија потпуно нови дизајн. Ово је први пут да Пежо задржава исти назив за два различита модела, за разлику од других компанија које имају навику да задрже име са једне генерације на другу. Поседује знатно оштрији дизајн предњег краја што је било могуће остварити нижим постављањем мотора, док у кабини има више простора него што је било раније, као и 470 литара товарног простора. Стилски се ослања на моделе 208, 2008 и 301. Аутомобил је лакши за 140 кг, али је и незнатно краћи и нижи од прве генерације.
Године 2014, осваја титулу за Европски аутомобил године.
Рестајлинг је урађен 2017. године. Највеће стилске промене се односе на предњи део возило, преобликовани су маска хладњака и браник, док су тачкаста дневна лед светла замењена модернијим лед тракама. Маска хладњака је издигнутија на којој је премештен знак лава. На предњем делу креирана су и три нова усисника за ваздух, док су у задњем делу преобликована стоп светла. У унутрашњости добија већи екран осетљив на додир. Уведени су унапређени системи асистенције у вожњи, као што је упозорење на могућност судара са возилом испред, као и активно упозорење на нежељено напуштање возне траке којом се аутомобил креће, које се активира уколико није укључен показивач правца. У понуди су и систем за препознавање саобраћајних знакова, као и аутоматска контрола светлосног снопа фарова.

#### Мотори
| Модел                | Запремина | Тип мотора | Снага           | Момент           | Мењач        |
| Бензин               | Бензин    | Бензин     | Бензин          | Бензин           | Бензин       |
| -------------------- | --------- | ---------- | --------------- | ---------------- | ------------ |
| 82 VTi               | 1199 cm³  | R3         | 60 kW (80 КС)   | 118 Nm /2750     | 5° мануелни  |
| 110 e-THP            | 1199 cm³  | R3         | 81 kW (109 КС)  | 205 Nm/1500      | 5° мануелни  |
| Puretech 110         | 1199 cm³  | R3         | 81 kW (109 КС)  | 205 Nm/1500      | 6° мануелни  |
| 130 e-THP            | 1199 cm³  | R3         | 96 kW (129 КС)  | 230 Nm/1750      | 6° мануелни  |
| 125 THP              | 1598 cm³  | R4         | 92 kW (123 КС)  | 200 Nm/1400      | 6° мануелни  |
| 155 THP              | 1598 cm³  | R4         | 115 kW (154 КС) | 240 Nm/1400–4000 | 6° мануелни  |
| GT 205 THP           | 1598 cm³  | R4         | 151 kW (202 КС) | 285 Nm/1750–4500 | 6° мануелни  |
| GT 225 PureTech      | 1598 cm³  | R4         | 165 kW (221 КС) | 300 Nm/1900      | 8° аутоматик |
| GTi 263 PureTech     | 1598 cm³  | R4         | 193 kW (259 КС) | 340 Nm/2100      | 6° мануелни  |
| GTi 270 THP          | 1598 cm³  | R4         | 200 kW (270 КС) | 330 Nm/1900      | 6° мануелни  |
| Дизел                |           |            |                 |                  |              |
| HDi 92 (FAP)         | 1560 cm³  | R4         | 68 kW (91 КС)   | 230 Nm/1750      | 5° мануелни  |
| BlueHDi 100 (FAP)    | 1560 cm³  | R4         | 73 kW (98 КС)   | 254 Nm/1750      | 5° мануелни  |
| BlueHDi 100          | 1499 cm³  | R4         | 75 kW (101 КС)  | 250 Nm/1750      | 6° мануелни  |
| e-HDi FAP 115        | 1560 cm³  | R4         | 85 kW (114 КС)  | 270 Nm/1750      | 6° мануелни  |
| BlueHDi 120 (FAP)    | 1560 cm³  | R4         | 88 kW (118 КС)  | 300 Nm/1750      | 6° мануелни  |
| BlueHDi 130          | 1499 cm³  | R4         | 96 kW (129 КС)  | 300 Nm/1750      | 6° мануелни  |
| BlueHDi 150 (FAP)    | 1997 cm³  | R4         | 110 kW (150 КС) | 370 Nm/2000      | 6° мануелни  |
| GT BlueHDi 180       | 1997 cm³  | R4         | 130 kW (170 КС) | 400 Nm/2000      | 8° аутоматик |
| GT BlueHDi 180 (FAP) | 1997 cm³  | R4         | 133 kW (178 КС) | 400 Nm/2000      | 6° аутоматик |

#### Галерија
- Хечбек
- Караван
- Седан у Кини
- Унутрашњост